# Neobatrachus
Neobatrachus is een geslacht van kikkers uit de familie Limnodynastidae. De groep werd voor het eerst wetenschappelijk beschreven door Wilhelm Peters in 1863. Later werd de wetenschappelijke naam Neoruinosus gebruikt.
Er zijn negen soorten die endemisch voorkomen in Australië, exclusief Tasmanië.

## Soorten
Geslacht Neobatrachus
- Soort Neobatrachus albipes
- Soort Neobatrachus aquilonius
- Soort Neobatrachus fulvus
- Soort Neobatrachus kunapalari
- Soort Neobatrachus pelobatoides – Knoflookpadachtige kikker
- Soort Neobatrachus pictus
- Soort Neobatrachus sudelli
- Soort Neobatrachus sutor
- Soort Neobatrachus wilsmorei

Adelotus · 
Heleioporus · 
Lechriodus · 
Limnodynastes · 
Neobatrachus · 
Notaden · 
Philoria · 
Platyplectrum